# اپوس کازینو
اپوس کازینو (به انگلیسی: Opus Casino) یک کشتی است که طول آن ۶۷٫۷۰ متر (۲۲۲٫۱ فوت) می‌باشد. این کشتی در سال ۱۹۸۵ ساخته شد.